# 더 워쇼스키스
더 워쇼스키스(The Wachowskis)는 라나 워쇼스키(Lana Wachowski, 원 이름은 로런스 워쇼스키(Laurence Wachowski), 간단히 래리 워쇼스키(Larry Wachowski), 1965년 6월 21일 ~ )와 릴리 워쇼스키(Lilly Wachowski, 원 이름은 앤드루 폴 워쇼스키(Andrew Paul Wachowski), 간단히 앤디 워쇼스키(Andy Wachowski), 1967년 12월 29일 ~ ) 자매로 이뤄진 미국인 영화감독이자 작가로, 매트릭스 시리즈로 유명하다. 예전의 명칭인 워쇼스키 형제(Wachowski Brothers)로도 알려져 있다. 래리(라나)와 앤디(릴리)의 성전환 이후 자매가 되었다. 워쇼스키 자매(Wachowski Sisters)라고도 불린다.

## 작품

### 영화
- 어쌔신 (1995) (각본)
- 바운드 (1996) (각본/감독)
- 매트릭스 (1999) (각본/감독)
- 매트릭스 2 리로디드 (2003) (각본/감독)
- 매트릭스 3 레볼루션 (2003) (각본/감독)
- 애니매트릭스 (2003) (아홉 개 단편 애니메이션 중 네 개를 제작/각본)
- 브이 포 벤데타 (2006) (제작/각본)
- 인베이젼 (2007) (각본)
- 스피드 레이서 (2008) (제작/각본/감독)
- 닌자 어쌔신 (2009) (제작)
- 클라우드 아틀라스 (2012) (제작/각본/감독)
- 주피터 어센딩 (2014) (제작/각본/감독)
- 매트릭스: 리저렉션 (2021) (제작/각본/감독; 라나만 참여)

### 게임/드라마
- 엔터 더 매트릭스 (2003) (각본/감독)
- 매트릭스: 패스 오브 네오 (2005) (각본/감독)
- 매트릭스 온라인 (2005) (감독)
- 센스 8 (2015,2017) (각본/제작)

## 더 워쇼스키스의 성전환
더 워쇼스키스는 지정성별이 남성이고, 현재는 트랜스여성이다.

### 라나 워쇼스키의 성전환
《매트릭스 리로디드》가 개봉한 지 얼마 지나지 않아 래리 워쇼스키가 여장을 하고 라나 워쇼스키라는 이름으로 사람들 앞에 나타났고, 성전환을 할 거라는 소문이 돌았다. 그러나 그들 영화의 제작자인 조엘 실버는 래리가 성전환한다는 것은 완전한 헛소문이라고 주장했다. 워쇼스키 형제와 함께 스피드 레이서를 작업하는 사람들 역시 그를 부정했다. 그러나 2012년 7월, 새 영화 클라우드 아틀라스의 비하인드 필름에서 라나 워쇼스키가 자신이 여자임을 밝히며 이 루머는 사실로 드러났다.

### 릴리 워쇼스키의 성전환
2016년 3월 릴리 워쇼스키가 자신이 트랜스여성임과 함께 '앤디 워쇼스키'에서 '릴리 워쇼스키'로 개명하고 성전환 수술을 받았다고 공개했다.